# David Hampshire
David Hampshire,  britanski dirkač Formule 1, * 29. december 1917, Mickleover, Derby, Derbyshire, Anglija, Združeno kraljestvo, † 25. avgust 1990, Newton Solney, Derbyshire, Anglija.
Debitiral je na sploh prvi dirki v zgodovini Formule 1 za Veliko nagrado Velike Britanije v sezoni 1950, kjer je z dirkalnikom Maserati 4CLT/48 manjšega moštva Scuderia Ambrosiana zasedel deveto mesto z več kot šestimi krogi zaostanka za zmagovalcem. Nastopil je še na predzadnji dirki sezone za Veliko nagrado Francije, kjer je odstopil v petem krogu zaradi odpovedi motorja. Nastopil je tudi na več neprvenstvenih dirkah, tudi na dirki Nottingham Trophy, kjer je zmagal, in na dirki British Empire Trophy, kjer je zasedel peto mesto. Umrl je leta 1990.

## Popolni rezultati Formule 1
(legenda) (odebeljene dirke pomenijo najboljši štartni položaj, poševne pa najhitrejši krog, †-uvrščen kljub odstopu)
| Leto | Moštvo              | Šasija           | Motor               | 1    | 2   | 3   | 4   | 5   | 6       | 7   | Prv | Toč |
| ---- | ------------------- | ---------------- | ------------------- | ---- | --- | --- | --- | --- | ------- | --- | --- | --- |
| 1950 | Scuderia Ambrosiana | Maserati 4CLT/48 | Maserati Straight-4 | VB 9 | MON | 500 | ŠVI | BEL | FRA Ret | ITA | -   | 0   |